# 클랜시 위검
클랜시 위검(Clancy Wiggum)은 미국의 애니메이션 심슨 가족에서 등장하는 캐릭터로, 성우는 행크 아자리아이다.

## 개요
위검은 스프링필드의 경찰서장이며, 가족으로는 부인인 사라 위검과 아들인 랠프 위검이 있다.
그는 작중 무능력하고 무책임한 성격으로 묘사되며, 게으르고 폭음과 과식을 즐겨 한다. 동료로는 에디, 루가 있으며, 위검이 바보 역할을 맡고, 에디, 루가 다그치는 똑똑한 척하는 사람의 역할을 맡는다.

## 같이 보기
- 심슨 가족
- 랠프 위검